# إزومو-تايشا

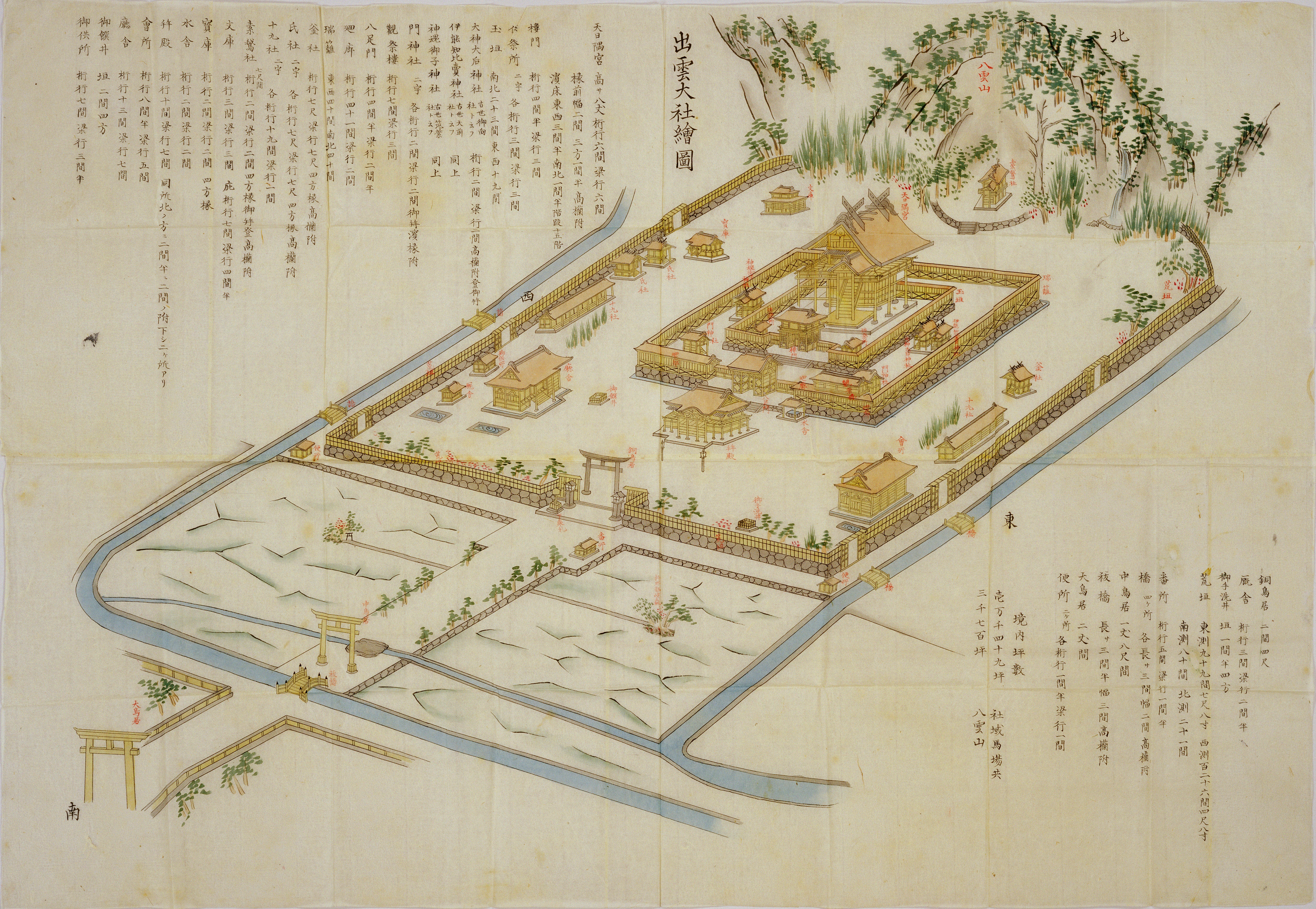
رسم فترة من ميجي يقترح تجديدات على المعبد، تم إرساله إلى الأمير سانيتومي سانجو.

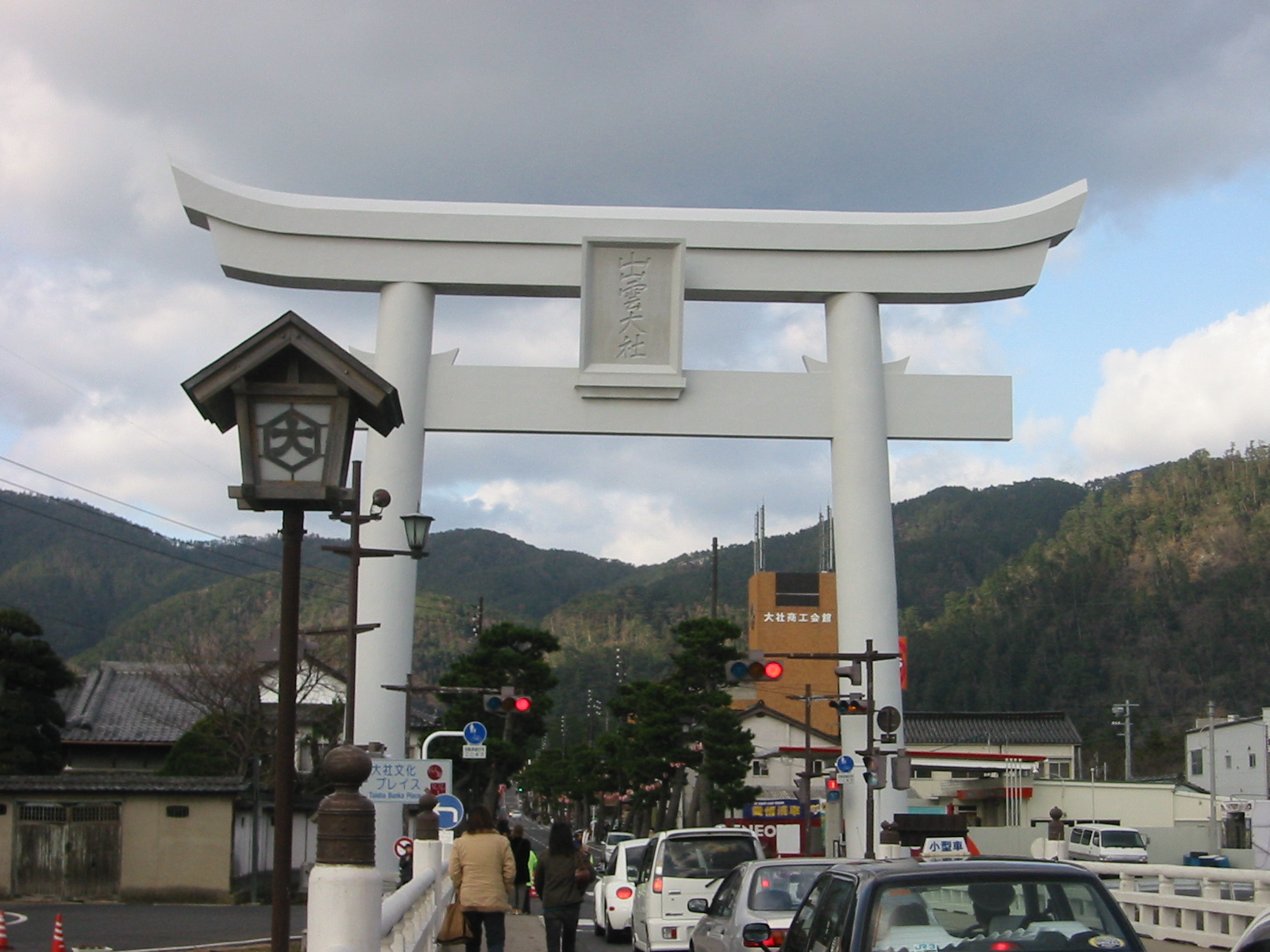
أول توري يؤدي إلى إيزومو تايشا.

إزومو-تايشا (出雲大社) رسميا إيزومو أوياشيرو، هي واحدة من أقدم مزارات الشنتو في اليابان التي لا يوجد سجل يعطي تاريخ إنشائها. تقع في إزومو، محافظة شيمانه، وهي موطن لاثنين من المهرجانات اليابانية الكبرى. وهو مكرس للإله أوكونينوشي (大国主大神)، المشهور كإله الزواج في الشنتو والإله كوتواماتسوكامي، الذي يتميز بكونه كامي سماوي. ويعتقد الكثيرون أن الضريح هو أقدم ضريح شنتو في اليابان، حتى قبل ضريح إيسه الكبير.

## روابط خارجية
- الموقع الرسمي (اليابانية)
- عمارة ضريح إزومو الكبير
- اكتشاف فترة هييان في إزومو